# Lisa Ann Walter
Lisa Ann Walter (Silver Spring, 3 agosto 1963) è un'attrice statunitense.

## Biografia
Nata da padre tedesco, nato in Francia, e madre siciliana, i suoi genitori divorziarono quando era piccola.
Inizia la sua carriera nel 1995, lavorando essenzialmente in film per il cinema: è conosciuta soprattutto per aver interpretato Cassie in Genitori in trappola. Ha anche interpretato Debbie, la sorella di Grace (Jennifer Aniston) in Una settimana da Dio. 
Ha due figli gemelli, Jordan e Delia, nati nel 2001 dal matrimonio con l'attore Sam Baum, da cui è divorziata.
Ha anche altri due figli: Spencer e Simon.

## Filmografia parziale
- Eddie - Un'allenatrice fuori di testa (Eddie), regia di Steve Rash (1996)
- Genitori in trappola (The Parent Trap), regia di Nancy Meyers (1998)
- Get Your Stuff (Get Your Stuff), regia di Max Mitchell (2000)
- Early Bird Special (Early Bird Special), regia di Mark Jean (2001)
- Una settimana da Dio (Bruce Almighty), regia di Tom Shadyac (2003)
- Shall We Dance? (Shall We Dance?), regia di Peter Chelsom (2004)
- La guerra dei mondi (War of the Worlds), regia di Steven Spielberg (2005)
- Dee Dee, una donna controcorrente (The Trouble with Dee Dee), regia di Mike Meiners (2005)
- Room 6 (Room 6), regia di Michael Hurst (2006)
- Coffee Date (Coffee Date), regia di Stewart Wade (2006)
- Graduation, regia di Michael Mayer (2007)
- Entry Level (Entry Level), regia di Douglas Horn (2007)
- Drillbit Taylor (Drillbit Taylor), regia di Steven Brill (2008)
- Wreckage (Wreckage), regia di John Mallory Asher (2010)
- Killers (Killers), regia di Robert Luketic (2010)
- Wedding Day (Wedding Day), regia di André Gordon e Dale Fabrigar (2012)

## Riconoscimenti
- Screen Actors Guild Awards
  - 2023- Miglior cast in una serie commedia per Abbott Elementary

## Doppiatrici italiane
Nelle versioni in italiano delle opere in cui ha recitato, Lisa Ann Walter è stata doppiata da:
- Anna Rita Pasanisi in Una settimana da Dio
- Valeria Falcinelli in Eddie - Un'allenatrice fuori di testa
- Ludovica Modugno in Shall We Dance?
- Alessandra Cassioli in Genitori in trappola
- Germana Pasquero in Nip/Tuck
- Cinzia De Carolis in Abbott Elementary